# David Murphy
David Paul Murphy (Hartlepool, County Durham, 1984. március 1. –) angol labdarúgó, a Birmingham City játékosa.

## Pályafutása
Murphy a profi pályafutását a Middlesbrough-ban kezdte, majd kölcsönben a Barnsley-nél játszott. 2004-ben a Hibernianhoz igazolt. A skót csapatnál sikeres időszakot töltött, a négy év alatt hátvédként négy gólt szerzett, 2007-ben pedig csapatával megnyerte a skót ligakupát. 2007. október 6-án győztes gólt szerzett a Rangers ellen az Ibrox stadionban, és az 1–0-ra megnyert mérkőzéssel a Hibernian a tabella első helyére ugrott, hét év óta először.
2008. január 17-én Murphy – 1,5 millió fontért – aláírt a Birminghamhez. A Premier League-ben a Derby County ellen kezdte február 2-án, Franck Queudrue helyét átvéve. Új csapatában első gólját a szezon záró fordulójában szerezte meg, de ez sem volt elég ahhoz, hogy a csapat bennmaradjon az első osztályban. A következő idényben a Championshipben játszó Birminghamben kezdő játékos volt a balhátvéd posztján, de gyakran kellett középhátvédet is játszania. A szezon végefelé súlyos sérülést szenvedett, eltört a térdkalácsa, és emiatt az egész 2009–10-es szezont ki kellett hagynia. Ezalatt Liam Ridgewell helyettesítette.
Visszatérését követően azonnal gólt szerzett a Rochdale ellen, a ligakupa második fordulójában, 2010 augusztusában. Tartalékként ugyan, de csapatával ligakupa-győzelmet szerzett, amikor a 2011. február 27-i döntőn legyőzték az Arsenalt. A Birminghamben nemzetközi mérkőzésen a 2011–2012-es Európa-ligában mutatkozott be a portugál Nacional elleni mérkőzésen, amin csapata 3–0-ra nyert. A Birmingham ezelőtt 50 éve nem vett részt jelentősebb európai versenysorozaton. Ő szerezte csapata első gólját a Brugge elleni csoportkörös mérkőzésen, amit 2–1-re nyertek meg. Csapatában fix kezdő volt, és a Birmingham 2014-ig meghosszabbította szerződését. 2012 novemberében újabb térdsérülést szenvedett, ami miatt valószínűleg ki kell hagynia a szezon további mérkőzéseit.

## Sikeres eredményei
- 2007 – Skót ligakupa-győztes (Hibernian)
- 2011 – Angol ligakupa-győztes (Birmingham)

## Fordítás
- Ez a szócikk részben vagy egészben  a   David Murphy (footballer) című angol Wikipédia-szócikk ezen változatának fordításán alapul.  Az eredeti cikk szerkesztőit annak laptörténete sorolja fel. Ez a jelzés csupán a megfogalmazás eredetét és a szerzői jogokat jelzi, nem szolgál a cikkben szereplő információk forrásmegjelöléseként.